# Oranienbaumpalatset

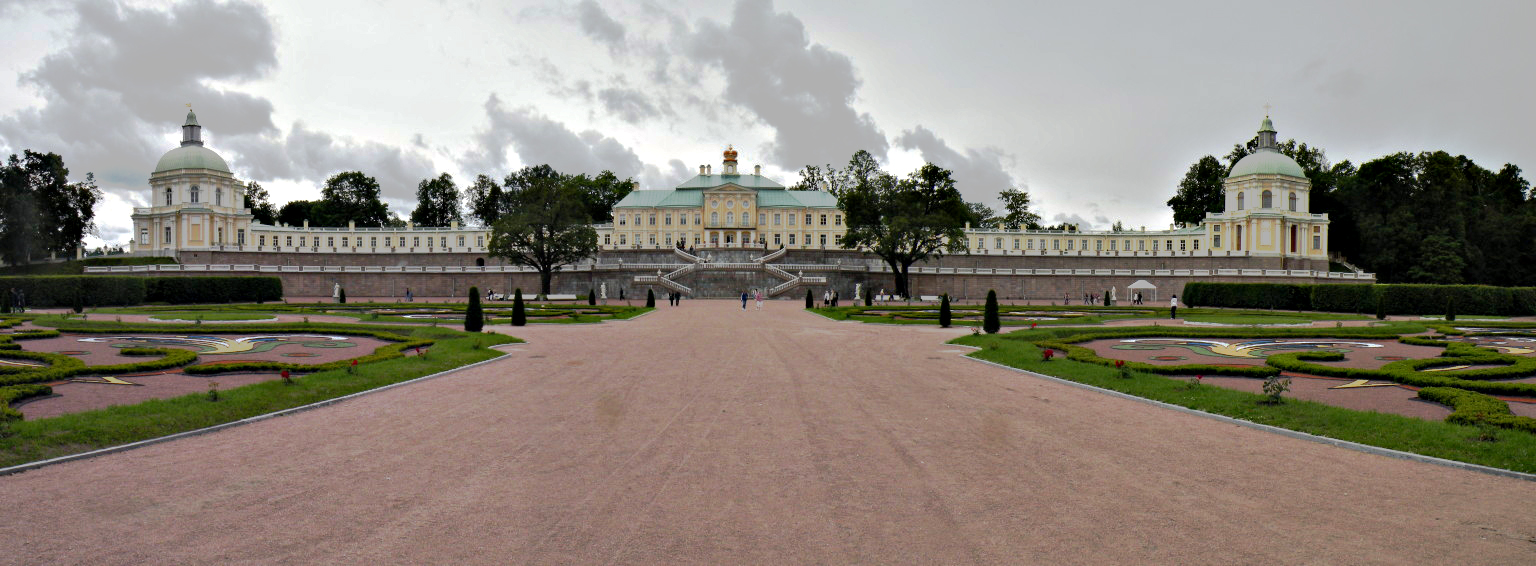
Oranienbaumpalatset

Oranienbaum (ryska: Ораниенба́ум) är ett palats i Ryssland, som är känt som ett före detta kejserligt residens. Det ligger väster om Sankt Petersburg i Lomonosov (ryska: Ломоно́сов, tidigare Oranienbaum. Palatset uppfördes 1727 av Aleksandr Mensjikov och blev ett kejserligt sommarslott 1743. 
Det användes som jaktpalats och sommarslott av Peter III av Ryssland 1744-1762. Det tillföll 1796 tronföljaren, Alexander I, och 1831 hans bror storfurst Michael Pavlovitj; slottet gick sedan i arv i hans familj, en sidogren av tsarfamiljen, och hamnade genom hans dotter Katharina Michailovnas giftermål med Georg August av Mecklenburg-Strelitz hos hertigarna av Mecklenburg-Strelitz. 
Slottet förstatligades efter ryska revolutionen. Det undgick förstörelse under andra världskriget och tillhör därför ett av de mest välbevarade kejserliga slotten. 